# Tapei jezik
Tapei jezik (ISO 639-3: afp), jedan od tri arafundi jezika s rijeke Arafundi, porodice nastale (2007) podjelom arafundskog na tri individualna jezika. Govori se u provinciji East Sepik u Papui Novoj Gvineji, u ruralnom području Karawari u selima Awim i Imboin.
Srodan mu je nanubae. Govornici se donekle služe i tok pisinom.